# Hanja
Les hanja (hangeul : 한자 ; hanja : 漢字, /ha(ː)n.t͡ɕ͈a/) sont des caractères chinois (en chinois hànzì) utilisés pour écrire le coréen. Ils ont été remplacés par le hangeul – l'alphabet coréen –, mais sont encore parfois utilisés en complément historique et culturel de ce dernier, ou pour éviter une ambigüité entre deux mots homophones et homographes en hangeul. On appelle hanmun (hangeul : 한문 ; hanja : 漢文) les textes composés en hanja qui suivent la grammaire chinoise classique. Leur prononciation, et interprétation, est différente en coréen et en chinois, mais leur forme est quasiment identique à celle des caractères chinois traditionnels, à l'instar des kanjis japonais, et non à ceux des sinogrammes simplifiés. Seuls quelques rares hanja sont spécifiques au coréen.

## Histoire
L'une des principales causes de l'introduction des hanja en Corée est la diffusion du bouddhisme. L'utilisation des caractères chinois est adaptée au coréen. Le principal texte qui introduit les hanja en coréen n'est cependant pas un texte religieux mais le Chonjamun. Les hanja étaient pratiquement le seul moyen d'écrire (en chinois, le coréen restant essentiellement oral) jusqu'à ce que le roi Sejong le Grand, quatrième monarque de la dynastie des Yi, promulgue l'alphabet hangeul en 1446 comme système officiel de transcription de la langue vernaculaire. Mais même après cela la plupart des lettrés coréens continuent à écrire en chinois classique, durant plusieurs siècles. 
Il y a eu d'autres systèmes, conçus plus tôt, afin d'utiliser les caractères chinois simplifiés pour transcrire phonétiquement le coréen :
- Hyangchal (en coréen : 향찰 ; 鄕札) ;
- Kugyŏl (en coréen : 구결 ; 口訣) ;
- Idu (en coréen : 이두 ; 吏讀), un système rationalisé dès le VIIe siècle par Seol Chong.

Mais la plupart des Coréens devaient connaître le chinois écrit afin d'être alphabétisés.
Ce n'est qu'au XXe siècle que le hangeul remplace définitivement les hanja. Officiellement, les hanja ne sont plus utilisés en Corée du Nord depuis 1949.
L'utilisation des hanja ou du hangeul a fait l'objet de nombreux débats en Corée du Sud : dès 1948, une loi incite à l'usage exclusif du hangeul mais autorise les hanja, tandis que le ministère de l'Éducation cherche à remplacer les 60 % de mots d'origine chinoise par des équivalents coréens. En 1961, un plan prévoyant l'utilisation exclusive du hangeul doit être retiré devant l'opposition des confucéens et de nombreux intellectuels selon lesquels la Corée se serait coupée de ses racines culturelles.

## Formation des caractères
Chaque hanja est composé de l'une des 214 clés sémantiques et éventuellement d'un ou plusieurs éléments supplémentaires. La très grande majorité des hanja utilisent ces éléments supplémentaires pour indiquer la prononciation du caractère, mais quelques rares hanja sont purement pictographiques et furent conçus de manière différente.

## Signification et sons
En coréen moderne, quand un hanja apparaît dans un mot ou en tant que mot à part entière, il est toujours prononcé de la même manière. Cependant, pour aider à comprendre les caractères, les dictionnaires de caractères et les livres scolaires se réfèrent à chaque caractère non seulement par son son mais également par sa signification. Cette lecture duale signification-son des caractères est appelée eumhun (음훈 ; 音訓 ; d'après 音 « son » + 訓 « signification », « apprentissage »).
Par exemple, le caractère 愛 est référencé dans les dictionnaires de caractères sous le nom sarang ae (사랑 애), où sarang est le mot « amour » (la signification du caractère) et ae est sa prononciation. De même, le caractère 人 est lu saram in (사람 인), où saram signifie « personne » et in est sa prononciation. Quand ces deux caractères sont combinés pour former le mot 愛人, ils sont simplement lus aein (애인 ; prononcé « ay-in »), ce qui signifie l'idée d'un être cher ou de l'être aimé (« amour » + « personne »).
Le ou les mots utilisés pour indiquer la signification sont la plupart du temps d'origine coréenne (i.e., non d'origine chinoise), et sont parfois des mots archaïques qui ne sont plus utilisés couramment. Par exemple, le caractère 山 est référencé sous me san ou moe san (메산, prononcé « meh sahn » ; ou 뫼산, prononcé « moeh sahn »), où me ou moe est un mot archaïque pour « montagne » qui de nos jours a été quasiment totalement remplacé par le mot san qui dérive du chinois. 
Ce concept de dualité signification-son est similaire mais pas identique aux lectures japonaises On'yomi et Kun'yomi des Kanji, où un caractère peut être lu selon sa prononciation d'origine chinoise (on) ou sa signification japonaise (kun).

## Éducation
Les hanja sont toujours enseignés en Corée du Sud, dans l'enseignement secondaire, où 1 807 hanja sont enseignés (soit 329 de moins que les kanjis au Japon) : 900 au collège et 900 au lycée. Les cours de hanja dans l'enseignement supérieur existent dans la plupart des universités.
L'instauration de cours de base de hanja en 1972 a été modifié le 31 décembre 2000 afin de remplacer 44 hanja par 44 autres. Le choix des caractères à éliminer fut la cause de vives polémiques avant et après la promulgation de la nouvelle loi. 
Dans les universités d'outre-mer, la connaissance de quelques hanja est une nécessité pour les élèves en études coréennes ou en « coréologie ». Ceux qui obtiennent leur diplôme connaissent généralement au moins les 1 800 hanja de base.

## Utilisation
Comme beaucoup de hanja (et donc de mots dérivés) partagent la même prononciation, deux mots hanja distincts peuvent être transcrits de la même manière en hangeul, qui est un alphabet phonémique. Aussi les hanja sont-ils fréquemment employés afin de clarifier le sens, soit seuls sans le mot équivalent en hangeul, soit entre parenthèses après le mot hangeul, formant ainsi une glose. Les hanja sont également souvent utilisés comme abréviations dans les titres de journaux, les publicités et les panneaux. Voici quelques exemples d'utilisation :

### Leshanjadans les médias écrits
Les caractères sino-coréens sont le plus souvent utilisés dans la littérature classique, où ils sont utilisés sans leurs équivalents en hangeul. Soit tous les mots d'origine sino-coréenne peuvent être écrits à l'aide de hanja (ce qui est extrêmement rare), soit seulement les mots spécialisés ou ambigus sont écrits en hanja (ce qui est la manière la plus courante de les utiliser). Dans les livres et les magazines, les hanja sont assez rarement utilisés, et seulement pour expliquer des mots déjà écrits en hangeul et dont le sens est ambigu. Les hanja sont également utilisés dans les titres des journaux à la place du hangeul afin d'éviter une ambiguïté. Les hanja sont souvent utilisés dans les dictionnaires et les atlas (voir ci-dessous).
L'utilisation des hanja et du hangeul reflète aussi des sensibilités politiques : « Journalistes et écrivains se déterminent politiquement : textes de gauche en han'gûl, journaux de droite en mélangé, pourrait-on presque dire […] Quelques poètes ont été jusqu'à éliminer les mots d'origine sino-coréenne, même écrits en han'gûl, réaction aujourd'hui passée de mode ».

### Leshanjadans les dictionnaires
Dans les dictionnaires coréens modernes, toutes les entrées de mots sino-coréens sont imprimées en hangeul et triés dans l'ordre du hangeul, la forme hanja suivant immédiatement entre parenthèses (une pratique similaire se retrouve dans les dictionnaires japonais). Ceci permet de prévenir les ambiguïtés et sert également d'étymologie, puisque la signification hanja et le fait que le mot est composé de hanja aident souvent à comprendre l'origine du mot.
Pour montrer comment les hanja peuvent aider à aplanir les ambiguïtés, de nombreux homonymes sont écrits en hanja. Le mot en coréen : 수도 (sudo) peut s'écrire et signifier :
- 修道 « discipline spirituelle »
- 受渡 « réception et livraison »
- 囚徒 « prisonnier »
- 水都 « cité de l'eau » (par ex. : Hong Kong et Naples)
- 水稻 « riz »
- 水道 « égout »
- 隧道 « tunnel »
- 首都 « capitale (ville) »
- 手刀 « couteau de poche »

Les dictionnaires de hanja (Okpyôn) sont organisés selon leur clés chinoises, comme les dictionnaires de sinogrammes utilisés en chinois (hànzi) ou en japonais (kanji).

### Leshanjadans les noms de personne
La dénomination d'une personne en coréen utilise généralement les hanja, bien qu'il existe des exceptions. Ces noms se composent le plus souvent d'un nom de famille d'un caractère (Seong, 姓) suivi d'un postnom à deux caractères (Ireum). Il existe quelque noms de familles à deux caractères (ex. : 南宮, nam'gung, et les porteurs de ces noms (mais pas seulement eux) ont fréquemment un surnom d'une seule syllabe[réf. nécessaire]. Traditionnellement, le surnom est constitué d'un caractère spécifique à la personne et d'un caractère partagé par tous les membres de la famille du même sexe et de la même génération (돌림자, tollimja). Les mœurs ont cependant évolué et bien que ces pratiques soient toujours largement suivies, certaines personnes ont des surnoms qui sont des mots coréens (les plus populaires étant Haneul « paradis, Ciel » et Iseul « rosée »). Quoi qu'il en soit, les noms des personnes sont toujours rédigés à la fois en hangeul et en hanja sur les documents officiels[réf. nécessaire] (du moins si le nom comprend des hanja)[Quoi ?].

### Leshanjadans les noms de lieu
Les noms de lieux sont dans la très grande majorité des cas écrits avec des hanja bien qu'il existe des exceptions, la plus importante étant le nom de la capitale, Séoul. Les noms disyllabiques pour les lignes de train, les autoroutes et les régions sont souvent formés avec un caractère de chacun des deux noms. Pour Séoul, l'abréviation est le hanja gyeong (京). Ainsi :
- la ligne Gyeongbu (京釜) relie Séoul (gyeong) à Busan (bu) ;
- la ligne Gyeongin (en) (京仁) relie Séoul à Incheon (in) ;
- l'ancienne région Jeolla (全羅) tirait son nom des premiers caractères des noms des villes Jeonju (全州) et Naju (羅州) (le son /n/ est assimilé à un l en coréen quand il suit un son /l/).

La plupart des atlas actuels de Corée sont publiés en deux versions : l'une en hangeul (quelquefois avec un peu d'alphabet latin également), et l'autre en hanja. Les panneaux des gares de métro et de chemin de fer indiquent les noms des gares en hangeul, hanja ainsi qu'en romaja, à la fois afin d'aider les touristes et afin d'éviter les ambiguïtés (une pratique similaire existe au Japon, où les panneaux sont écrits en hiragana, kanji et en rōmaji).

## Prononciation
Le coréen et le mandarin étant deux langues distinctes avec des systèmes phonologiques très différents, la prononciation des hanja n'est pas la même que celle des hanzi en chinois. Par exemple, 印刷 « imprimer » est yìnshuā en chinois et inswae (인쇄) en coréen.
De plus, à cause de la divergence des langues chinoise et coréenne depuis l'époque de l'emprunt, les prononciations d'un caractère peuvent parfois encore plus diverger. Par exemple, 女 (« femme ») est nǚ en chinois mandarin et nyeo (녀) en coréen. Cependant, dans la plupart des dialectes coréens modernes (surtout ceux de la Corée du Sud), 女 est prononcé yeo (여), du fait d'une mutation du /n/ initial quand il est suivi de /j/ ou de /i/.
Les hanja sont parfois utilisés uniquement pour leur prononciation chinoise et non pour leur signification, afin de représenter une particule grammaticale spécifique au coréen. Cet usage est la base des écritures vernaculaires sino-coréenne tel le gugyeol. Par exemple, ce dernier utilise le hanzi « weini » (爲尼) afin de transcrire le mot coréen hăni, hani en coréen moderne, qui signifie « fait ». Cependant, en chinois, « weini » signifie « devenir une infirmière ». C'est un exemple typique des mots gugyeol où le radical (爲) est lu en coréen pour sa signification (hă, « à faire ») et le suffixe 尼, ni, pour sa prononciation.

## Vocabulaire
Comme pour le japonais, une grande partie du vocabulaire hanja est directement emprunté au vocabulaire chinois. Un petit nombre de mots sino-coréens furent soit inventés par les Coréens soit remplacés par le hangeul pour les mots sans équivalents en hanja.
Beaucoup de termes académiques et scientifiques furent empruntés au japonais. Celui-ci a traduit de nombreux mots occidentaux (surtout anglais et allemands) en termes sino-japonais en inventant ou en réutilisant des mots. Ils furent ensuite empruntés par le coréen en transformant systématiquement la prononciation des caractères du japonais au coréen.
Le tableau ci-dessous contient des mots différents entre le chinois et le coréen :
| Français        | Coréen (hanja) | Chinois      | Coréen (hangeul) |
| --------------- | -------------- | ------------ | ---------------- |
| lettre          | 便紙 ou 片紙   | 信           | 편지 (pyeonji)   |
| mouchoir        | 休紙           | 草紙         | 휴지 (hyuji)     |
| cadeau          | 膳物           | 贈品         | 선물 (seonmul)   |
| table à manger  | 食卓           | 餐桌         | 식탁 (siktak)    |
| chèque          | 手票           | 支票         | 수표(supyo)      |
| carte de visite | 名啣           | 名片 ou 咭片 | 명함 (myeongham) |
| hôtesse         | 食母           | 女傭         | 식모 (singmo)    |
| étudier         | 工夫           | 學習         | 공부 (gongbu)    |
| beaucoup        | 大端           | 非常         | 대단(daedan)     |
| prisonnier      | 囚徒           | 囚犯         | 수도 (sudo)      |
| pièce latérale  | 舍廊, 斜廊     | 側房         | 사랑(sarang)     |

Parfois les mots chinois et coréens sont composés des mêmes caractères, mais dans l'ordre inverse. 
| Français        | Coréen (Hanja) | Chinois | Coréen (hangul)               |
| --------------- | -------------- | ------- | ----------------------------- |
| midi*           | 午正 / 正午    | 正午    | 오정 (ojeong) / 정오(Jeong-o) |
| compas/boussole | 羅針盤         | 羅盤針  | 나침반 (nachimban)            |

* Il faut cependant observer que l'ordre chinois de jeong-o est également fréquemment utilisé en coréen moderne.
Certains mots sino-coréens dérivent de l'écriture kun'yomi des kanjis, qui est constitué de prononciations japonaises de caractères chinois. Lors de leur emprunt en coréen, la prononciation sino-coréenne fut utilisée.
| Français                           | Japonais                                   | Coréen (hanja) | Coréen (hangeul) | Prononciation chinoise du terme coréen | Terme chinois  |
| ---------------------------------- | ------------------------------------------ | -------------- | ---------------- | -------------------------------------- | -------------- |
| aïkido                             | 合気道                                     | 合氣道         | 합기도           | 合氣道                                 | 合氣道         |
| aïkido                             | ai.ki.dō                                   | hap.gi.do      | hap.gi.do        | he.qi.dao                              |                |
| assemblage                         | 組み立て                                   | 組立           | 조립             | 組立                                   | 組裝 ou 組合   |
| assemblage                         | ku.mi.ta.te                                | jo.rip         | jo.rip           | zu.li                                  |                |
| grosse promotion                   | 大売出し (売 est la forme simplifie de 賣) | 大賣出         | 대매출           | 大賣出                                 | 大拍賣         |
| grosse promotion                   | ō.uri.da.shi                               | dae.mae.chul   | dae.mae.chul     | da.mai.chu                             |                |
| bâtiment                           | 建物                                       | 建物           | 건물             | 建物                                   | 建築物 ou 建物 |
| bâtiment                           | tate.mono                                  | geon.mul       | geon.mul         | jian.wu                                |                |
| devis                              | 見積もり                                   | 見積           | 견적             | 見積                                   | 估算           |
| devis                              | mi.tsu.mo.ri                               | gyeon.jeok     | gyeon.jeok       | jian.ji                                |                |
| action (d'une société commerciale) | 株式                                       | 株式           | 주식             | 株式                                   | 股份           |
| action (d'une société commerciale) | kabu.shiki                                 | ju.sik         | ju.sik           | zhu.shi                                |                |
| match                              | 試合                                       | 試合           | 시합             | 試合                                   | 比賽           |
| match                              | shi.ai                                     | si.hap         | si.hap           | shi.he                                 |                |
| procédure                          | 手続き                                     | 手續           | 수속             | 手續                                   | 程序 ou 手續   |
| procédure                          | te.tsuzu.ki                                | su.sok         | su.sok           | shou.xu                                |                |

Quelques mots n'existent qu'en chinois et non en hanja, surtout dans les expressions inventées récemment. Ces mots furent donc remplacés par leurs équivalents hangeul.